# Паспорт гражданина Сент-Китса и Невиса
Паспорт гражданина Сент-Китса и Невиса — основной документ, который дает устойчивую правовую связь лица с государством Сент-Китс и Невис.

## История
До 1983 года Сент-Китс и Невис был частью Соединённого Королевства, поэтому там действовали английские паспорта. Паспорт Сент-Китса и Невиса также является паспортом Caricom, поскольку Сент-Китс и Невис является членом Карибского сообщества.
Текущая форма паспорта принята 11 ноября 2010 года.

## Гражданство по инвестиционной программе
В 1984 году Сент-Китс и Невис представили программу для инвесторов-иммигрантов. В марте 2015 года Сент-Китс и Невис был самым популярным местом для покупки паспорта — за 250 000 долларов новый гражданин покупает безвизовые поездки в 132 страны, без каких-либо требований жить или даже посещать страну.
На 2020 год сумма инвестиций составляет от 150 000 долларов взнос в государственный фонд страны или от 200 000 долларов в покупку недвижимости и сумма инвестиций в недвижимость одна и та же для одиночного инвестора и для семьи.
Существует ограничение на раскрытие финансовой информации, поэтому как доход, так и прирост капитала не облагаются налогом.
Преимущества данной программы:
- возможность присоединить зависимых детей в возрасте до 30 лет, родителей старше 55 лет;
- нет требования проживания в стране;
- не требуется приезд для подачи заявления;
- не требуется собеседование, образование или опыт управления;
- безвизовый въезд в более чем 156 стран;
- отсутствие налога на мировой доход.

По статистике 55-60 % заявок на гражданство поступает от граждан Китая и около 30 % с Ближнего Востока, а именно с Йемена, Ливии, ОАЭ, об этом подтвердил руководитель программы гражданства за инвестиции Лес Ханом в интервью Forbes.
В мае 2014 года «Сеть по борьбе с финансовыми преступлениями» выпустила предупреждение о том, что Сент-Китс предоставил паспорта иностранным физическим лицам, которые злоупотребляли программой «Гражданство по инвестициям», спонсируемой «с целью участия в незаконной финансовой деятельности». После этого правительство Сент-Китса и Невиса инициировало отзыв всех биометрических паспортов, выпущенных в период с января 2012 года по июль 2014 года, и заменило их новыми паспортами, в которых указывалось место рождения владельца, а также любые предыдущие изменения имени. Все паспорта, не возвращённые до 31 января 2015 года или ранее, были отменены.
В октябре 2016 году Сент-Китс и Невис внесло поправку, что позволяет ускорить рассмотрение заявок по программе получения гражданства за инвестиции до 60 дней.
Заинтересованные лица, подающие заявление с использованием ускоренной программы, по-прежнему должны будут соответствовать всем обязательным критериям и предоставить необходимые подтверждающие документы для подачи заявления на получение гражданства за инвестиции.
В июле 2020 года правительство страны снизило сумму инвестиций на 25 % до 15 января 2021 года.

## Требования к визе
По состоянию на 1 января 2017 года граждане Сент-Китса и Невиса имели безвизовый въезд или визу по прибытии в 136 стран и территорий, занимая 30-е место с точки зрения свободы передвижения в соответствии с индексом визовых ограничений.
С 2021 года гражданин Сент-Китс и Невис имеют право посещать до 156 стран по безвизовому выезду и 70 стран, где требуется виза по прибытии, и занимают 25-е место в индексе паспортов.